# صداع جنسي
صداع الجنس Sexual headaches ويعرف أيضا باسم صداع الجماع coital cephalalgia يسبب هذا النوع من الصداع الماً وتشنجا في عضلات الرأس السفلي والرقبة بسبب التوتر النفسي أثناء ممارسة الجنس. وهو أمر طبيعي وغالبا ما يزول خلال ثوان، ولكن إذا ظهر الصداع فجأة ورافقه الم حاد أثناء هزة الجماع، فقد يكون بسبب ضغط الدم المتزايد بسبب توسع الأوعية الدموية، وقد يدوم الألم لبضع ساعات، ويمكن استشارة الطبيب في هذه الحالة، فقد يكون سبب الصداع إشارة جدية لحدوث نزيف أو التعرض لسكتة.

## التعريف
ووفقا للطبعة الثالثة من التصنيف الدولي لاضطرابات الصداع (ICHD)، الذي يصف هذه الحالة  بالصداع الأساسي المرتبط بالنشاط الجنسي ، فإنه يبدأ عادة بمثابة صداع خفيف يزيد مع الإثارة الجنسية، ويصبح شديد عند النشوة. بالنسبة لبعض المرضى، الصداع يبدأ فجأة، في كثير من الأحيان عند النشوة. في ثلثي الحالات، من الثنائيين، أحادية الجانب في الباقي.
أو قد يشعر المريض فجأة بصداع حاد قبل أو أثناء هزة الجماع، وهو الأمر الأكثر شيوعاً.
معظم حالات الإصابة بالصداع الجنسي لا تستدعي القلق. لكن في بعض الأحيان قد يكون الصداع الجنسي علامة على الإصابة بحالة مرضية خطيرة، مثل مشاكل الأوعية الدموية التي تغذي المخ.

## الأسباب
بالنسبة لبعض المرضى، فقد يتعلق الصداع بمجهود عام. شهد حوالي 40٪ من المرضى الذين يعانون من الصداع الجنسي في إحدى الدراسات أيضا صداعات من مجهود غير جنسي. تجدر الإشارة إلى أن أي نوع من أنواع الأنشطة الجنسية التي تؤدي للوصول لهزة الجماع بما في ذلك الاستمناء، الجنس الفموي أو الجماع العادي، يمكن أن تسبب الإصابة بالصداع الجنسي.
ويمكن أن يكون الصداع الجنسي الذي يحدث ببطء أحد أنواع اضطرابات الصداع غير المرتبطة بأي حالة مرضية. أما الصداع الجنسي الذي يحدث فجأة، فمن المرجح أن يكون مرتبطاً ب:
- توسع في جدار الشريان داخل الرأس (تمدد الأوعية الدموية داخل المخ).
- اتصال غير طبيعي بين الشرايين والأوردة الموجودة في المخ (تشوه شرياني وريدي) يسبب نزيف في المساحة المملوءة بسائل العمود الفقري وحول المخ.
- نزيف في جدار الشريان مما يؤدي إلى تسلخ شرياني بالمخ.
- السكتة الدماغية.
- مرض الشريان التاجي.
- استخدام بعض الأدوية والعقاقير، مثل أقراص منع الحمل.
- الالتهابات الناتجة عن بعض الأمراض المعدية.

أما الصداع الجنسي الذي يرتبط بفقدان الوعي، القيء، تصلب الرقبة، وأعراض عصبية أخرى، بالإضافة إلى ألم حاد يستمر لفترة أطول من 24 ساعة، من المحتمل أن يعود إلى أحد الأسباب الكامنة، غير المباشرة.

## علم الأمراض
تقدر هذه الانواع من الصداع تظهر في حوالي 1 ٪ من السكان. ويمكن أن تحدث مع النشاط الجنسي في أي عمر. وهو أكثر شيوعا في الرجال من النساء، مع الدراسات تضع نسبة الجنس بين 1.2: 1 و 3: 1.

## العلاجات والعقاقير
في بعض الحالات، يكون الصداع الجنسي الأول هو الصداع الأخير الذي يتعرض له المريض أثناء ممارسة العملية الجنسية. كما أنه في بعض الحالات يتحسن الصداع الجنسي بسرعة كبيرة، إذ يتلاشى الألم تماماً قبل أن يبدأ مفعول المسكنات. ونظراً لوجود بعض الأبحاث والتقارير الطبية التي تشير إلى أن استكمال ممارسة العملية الجنسية بعد الصداع الجنسي قد تجعل الصداع والألم يزدادا سوء، ربما ينصحك الطبيب بالامتناع عن ممارسة العملية والأنشطة الجنسية، حتى تشفى تماماً من آخر نوبة صداع تعرضت لها. بروبرانولول، Bellergal، وتريبتانات تم أيضا استخدامها بنجاح.

## وصلات خارجية
- Medscape: Etiology of Coital Headaches
- Dexter، S. (2010). "Benign coital headache relieved by partner's pregnancies with implications for future treatment". Case Reports. ج. 2010: bcr1020092359. DOI:10.1136/bcr.10.2009.2359.
- Delasobera، BE؛ Osborn، SR؛ Davis، JE (2012). "Thunderclap headache with orgasm: A case of basilar artery dissection associated with sexual intercourse". The Journal of Emergency Medicine. ج. 43 ع. 1: e43–7. DOI:10.1016/j.jemermed.2009.08.012. PMID:19818575.
- Uterga، JM؛ De Garay، MA؛ De Luna، IO؛ Uribarri، JB (2009). "Recurrent coital headache associated with an unruptured carotid saccular aneurysm". Headache. ج. 49 ع. 8: 1232–3. DOI:10.1111/j.1526-4610.2009.01479.x. PMID:19549158.
- Mauri، G؛ Vega، P؛ Murias، E؛ Vega، J؛ Ramón، C؛ Pascual، J (2012). "Fusiform aneurysms of the vertebral artery: A hidden cause of exertional headache?". Cephalalgia. ج. 32 ع. 9: 715–8. DOI:10.1177/0333102412449928. PMID:22684099.